# Sicista napaea
Sicista napaea là một loài động vật có vú trong họ Dipodidae, bộ Gặm nhấm. Loài này được Hollister mô tả năm 1912.